# Ponting
Ponting Inženirski biro je slovensko podjetje, ki se ukvarja s projektiranjem, v glavnem mostov, s sedežem v Mariboru. Biro, ki ga vodita njegova ustanovitelja dr. Viktor Markelj in Marjan Pipenbaher, je projektiral veliko odmevnih mostov. 

## Zgodovina
Ponting inženirski biro sta leta 1990 ustanovila Viktor Markelj in Marjan Pipenbaher, potem ko sta zapustila inženirski biro Gradis.

## Glavni projekti
Pomembnejši projekti po letu dokončanja in vrsti:

### Mostovi
- Koroški most, Maribor, Slovenija (1996)
- Most čez Muro, avtocesta Vučja vas - Beltinci, Slovenija (2003)
- Viadukt Črni Kal, Slovenija (2004)
- Viadukt Bivje, Slovenija (2004)
- Most Millennium, Podgorica, Črna Gora (2006)
- Puhov most, Ptuj, Slovenija (2007)
- Viadukt Bonifika, Koper, Slovenija (2007)
- Viadukt Šumljak, avtocesta Razdrto - Selo, Slovenija (2009)
- Viadukt Dobruša, Slovenija (2010)
- Viadukta Lešnica Sever in Jug, Slovenija (2007/2011)
- Most na Adi, Beograd, Srbija (2012)
- Viadukta Peračica, Slovenija (2012)
- Most Giborim, Haifa, Izrael (2012)
- Most Nissibi čez reko Evfrat, avtocesta Adiyaman - Diyarbakir, Turčija (2015)
- High speed railway bridge no. 10, HSR Tel Aviv - Jerusalem, Izrael (2017)
- NAR viadukti, Beograd, Srbija (2018)
- Most Kömürhan, Turčija (2021)
- Most Pelješac, Hrvaška (2022)
- Železniški viadukt Pesnica, Slovenija (2024)

### Nadvozi in podvozi
- Ločni nadvoz 4-3 Kozina, Slovenija (1997)
- Podvoz v Celju, Slovenija (2004)
- Nadvoz 4-6 v Slivnici, Slovenija (2008)
- Viadukt/nadvoz Grobelno, Slovenija (2015)

### Mostovi za pešce in kolesarje
- Most za pešce in kolesarje preko Drave na Ptuju, Slovenija (1997)
- Brv čez Sočo v Bovcu, Slovenija (2007)
- Studenška brv, Maribor, Slovenija (2007)
- Mariničev most v Škocjanskih jamah, Slovenija (2010)
- Ribja brv, Ljubljana, Slovenija (2014)
- Dvižni most za pešce in kolesarje na otok Ołowianka, Gdansk, Poljska (2017)
- Langur Way Canopy Walk, Penang Hill, Malezija (2018)
- Most za pešce in kolesarje v Tremerjah, Laško, Slovenija (2019)

### Predori in galerije
- Pokriti vkop Malečnik, Maribor, Slovenija (2009)
- Galerija Meljski hrib, Maribor, Slovenija (2012)

### Visoke gradnje
- Stolp Kristal, Slovenija (2024)

### Trenutni
- Most Huja Bridge, Beograd, Srbija (idejni projekt)
- Avtocestni most z vzporednim peš mostom čez reko Krko, Novo mesto, Slovenija (projekt za izvedbo)

### Izbrane reference
- Most na Adi, Beograd, Srbija (2012)
- Dvižni most za pešce in kolesarje na otok Ołowianka, Gdansk, Poljska (2017)
- Viadukt Črni Kal, Slovenija (2004)
- Puhov most, Ptuj, Slovenija (2007)
- Most na Pelješac, Hrvaška (2022)
- Most za pešce in kolesarje preko Drave na Ptuju, Slovenija (1997)
- Ribja brv, Ljubljana, Slovenija (2014)
- Most čez Muro, avtocesta Vučja vas - Beltinci, Slovenija (2003)
- Viadukti Malence, Ljubljana, Slovenija (1998)
- Mariničev most v Škocjanskih jamah, Slovenija (2010)
- Mariničev most v Škocjanskih jamah, Slovenija (2010)
- Viadukta Tabor 1 in Tabor 2, Rebernice, Slovenija (2009)
- Lesena brv, Bistriški Vintgar, Slovenija (2018)
- Most čez Kokro v Kranju, iz zraka (rekonstrukcija izvedena v letih 1993-1995.

## Nagrade
- 2019 Nagrada Jožefa Mraka[3] za Most na Pelješac
- 2019 Listina Slovenske Bistrice[4] za dr. Viktorja Marklja in Marjana Pipenbaherja
- 2019 Nagrada poljskega ministrstva za investicije in razvoj[5] za Dvižni most za pešce in kolesarje na otok Ołowianka v Gdansku
- 2018 Nagrada mesta Gdansk[6] za Dvižni most za pešce in kolesarje na otok Ołowianka v Gdansku
- 2015 Nagrada IZS[7] za Viadukt Grobelno
- 2012 Nagrada WEF IEA za Most na Adi, Beograd
- 2012 Nagrada IZ Srbije [8]za Most na Adi, Beograd
- 2012 Nagrada DAB[9] za Most na Adi, Beograd
- 2011 Priznanje Footbridge [10] to Marinic Bridge
- 2009 Mestni pečat Maribora[11]  za Studenško brv
- 2009 Priznanje OJK pri GZS za Studenško brv
- 2008 Nagrada Footbridge[12] za Studenško brv
- 2007 Nagrada IZS za Puhov most čez Dravo na Ptuju
- 2004 Nagrada IZS [13] za Most čez Muro
- 2004 Univerza v Mariboru, Zlata plaketa[14] : Zlata plaketa Marjanu Pipenbaherju in Viktorju Markelju
- 1999 Nagrada OJK pri GZS za most za pešce na Ptuju